# Монстр из Арамберри

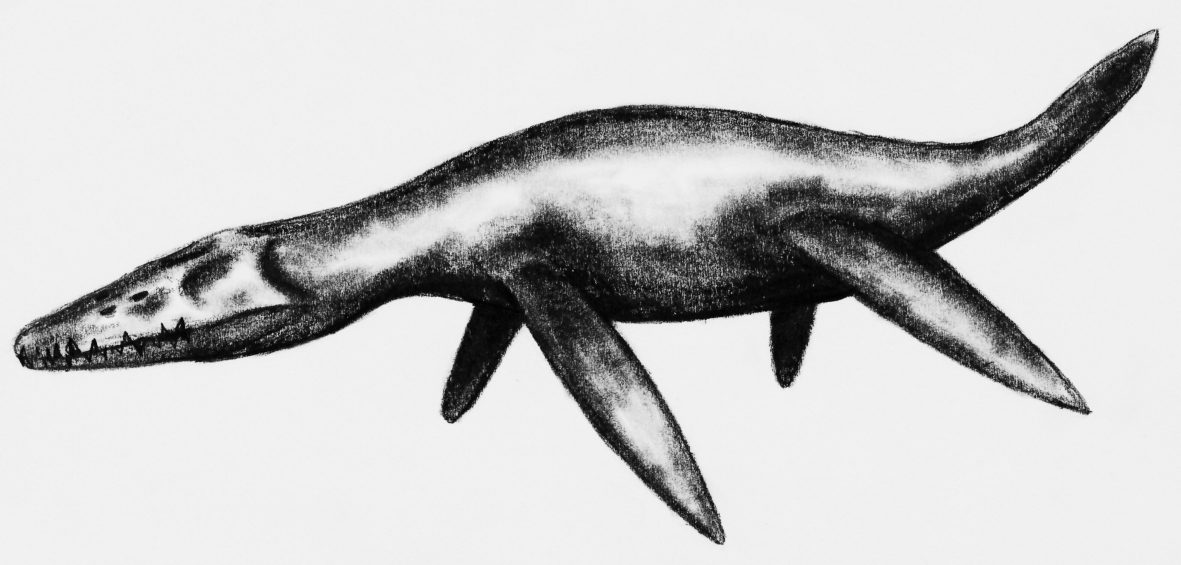
Реконструкция

«Монстр из Арамберри» — условное наименование (по месту находки, т. е. по названию муниципалитета Арамберри в мексиканском штате Нуэво-Леон), которое дали вымершему гигантскому морскому хищнику из подотряда плиозавроидов, чьи ископаемые остатки были обнаружены в 1985 году студентом во время проведения геологической разведки в Арамберри, Нуэво-Леон, Мексика.

## Описание
Первоначально предполагалось, что ископаемые остатки принадлежали молодой особи, достигавшей не менее 15 метров в длину, причём на её костях сохранились следы от зубов ещё более крупного плиозавра. Но эти утверждения не доказаны и являются спорными, а то, что обнаруженное животное якобы достигало 18 метров в длину, — не более чем выдумка сотрудников СМИ. Изначально этот плиозавроид был ошибочно определён как гигантский лиоплевродон, и этот некорректный вывод некогда трактовался как не вызывающий особых сомнений в документальном фильме от Би-би-си «Прогулки с динозаврами», а также в некоторых других телепередачах. Однако французские и немецкие палеонтологи определили монстра из Арамберри как гигантского плиозаврида, который жил около 140 миллионов лет назад в мелководных областях там, где сейчас расположен муниципалитет Арамберри.
Хотя образец был изначально неправильно описан и классифицирован, предположения насчёт того, что эта особь была молодой и носила на себе следы от укусов другого плиозавра, остаются возможными, но не проверенными. Заявления о том, что монстр из Арамберри является молодым животным, в настоящее время рассматривается как спорное, поскольку несочленённое состояние дуг позвонков по отношению к телам у крупных плиозавров является педоморфизмом. Прокол в черепе монстра из Арамберри мог быть оставлен, как сообщается, животным с длиной коронки зуба около 30 см. Таким образом, это один из крупнейших известных плиозавров, а возможно, даже самый большой представитель группы. Однако недавние оценки размеров, основанные на сравнении шейных позвонков плиозавра из Арамберри с шейными позвонками кронозавра (возможно, его близкого «родственника»), дают меньшие значения длины — в среднем, общую длину 11,7 метра (а также массу тела 15 тонн). Более раннее сравнение с лиоплевродоном указывало на общую длину животного около 15 метров.

## Раскопки и реставрация
Руководил раскопками в Арамберри доктор Хосе Гуадалупе Лопес Олива с факультета наук о земле Автономного университета штата Нуэво-Леон. В работах участвовали также специалисты из Германии — доктора Вольфганг Штиннесбек с аналогичного факультета Университета Карлсруэ, Эберхард («Дино») Фрай и Мари Буши из Государственного музея естествознания в Карлсруэ.
Раскопки:
- В 2001 году место было оценено и фрагментарные ископаемые остатки были восстановлены. Слой, который содержал остатки плиозавра, определён не был.
- В 2002 году начались раскопки при поддержке местных жителей, чтобы очистить место, содержащее кости разных размеров.
- Некоторые ископаемые остатки были отправлены в Музей естествознания в Карлсруэ.

## Монстр из Арамберри в Германии
3 января 2003 года остатки плиозавра в 14 огромных контейнерах прибыли в Карлсруэ, где сотрудникам Музея естествознания предстояло заняться его реконструкцией.
Кости будут подготовлены специалистами музея для копирования, после чего копия останется в музее, а оригинал вернётся в Мексику.

## Монстр возвращается
Так как Музей естествознания в Карлсруэ больше не мог принимать ископаемые остатки из-за загруженности, фоссилии были отправлены в мексиканский Музей пустыни в Сальтильо, штат Коауила, их продолжает изучать специалист по морским рептилиям Мари Буши.

## Монстр сегодня
В настоящее время часть окаменелостей демонстрируются в Музее мексиканской истории в столице штата Нуэво-Леон — Монтеррее, в экспозиции под временным названием «Морские окаменелости Нуэво-Леона: раньше море — теперь горы».
В ноябре 2012 года, через 27 лет после открытия, ископаемые остатки монстра из Арамберри были транспортированы на факультет наук о земле Автономного университета штата Нуэво-Леон в Линарес, где размещается соответствующий кампус.